# Kościół Matki Bożej Bolesnej i św. Andrzeja Apostoła w Strzegomiu (województwo świętokrzyskie)
Kościół pw. Matki Bożej Bolesnej i św. Andrzeja Apostoła w Strzegomiu – drewniany kościół parafialny w Strzegomiu, w powiecie staszowskim, w diecezji sandomierskiej z 1595 roku. Jego patronem jest św. Andrzej Apostoł.

## Historia
Kościół pw. Matki Bożej Bolesnej i Świętego Andrzeja Apostoła z przeł. XVI i XVII w. Restaurowany w 1857 r. Rozbudowany w latach 30 XX w. – przedłużenie nawy. Odnowiony w 2010 r.

## Opis świątyni
Drewniany kościół trójnawowy, konstrukcji zrębowej, nieorientowany, zbudowany jest z drewna modrzewiowego. Dach jest jednokalenicowy, kryty gontem z barokową wieżyczką na sygnaturkę. Do frontu i boku nawy przylegają kruchty. Prezbiterium jest mniejsze od nawy, zamknięte trójbocznie z boczną zakrystią. Nawa główna pokryta jest stropem płaskim, oddzielona od niższych naw bocznych rzędami słupów. Strop w nawach bocznych jest ukośny. Kościół ma chór muzyczny. 

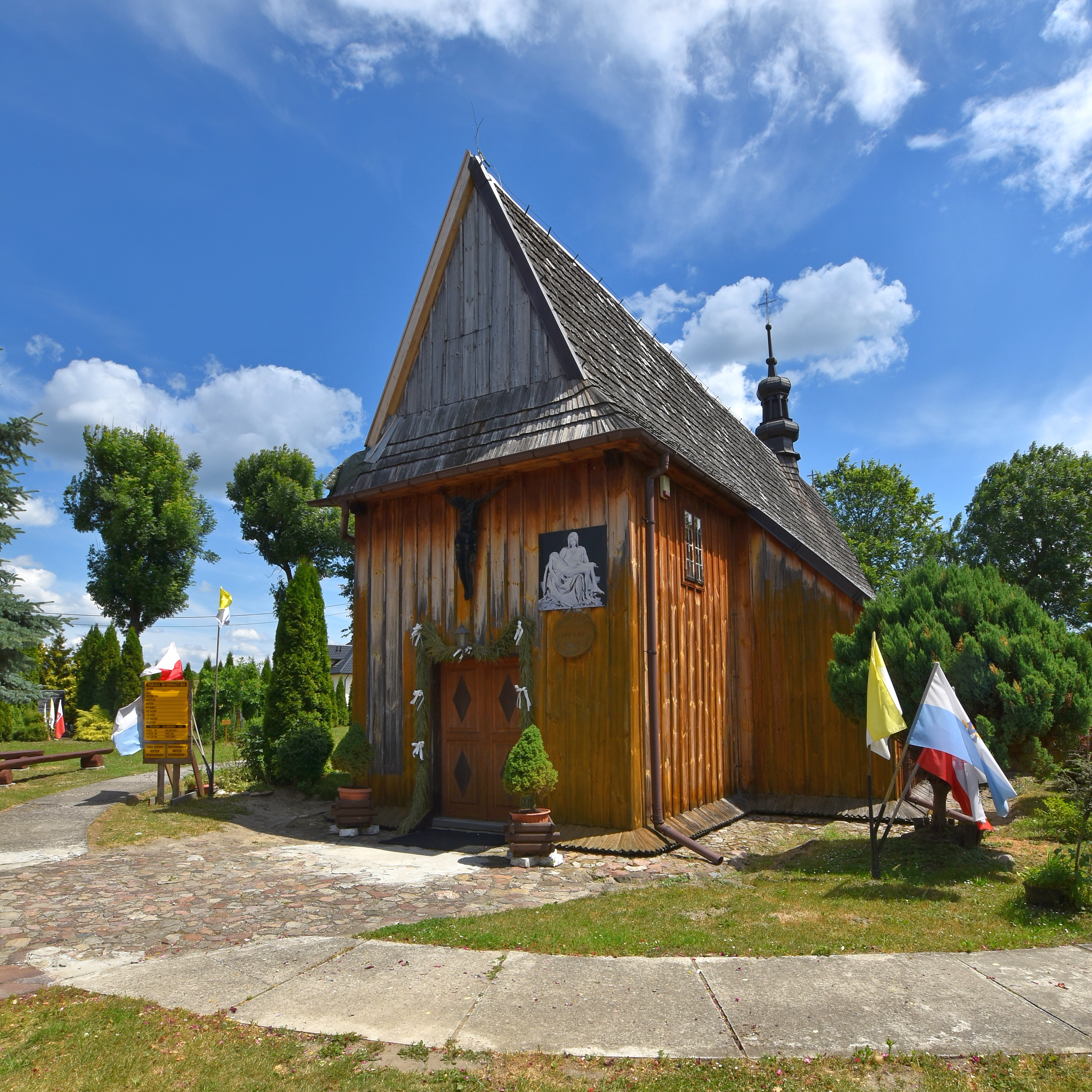
Elewacja frontowa
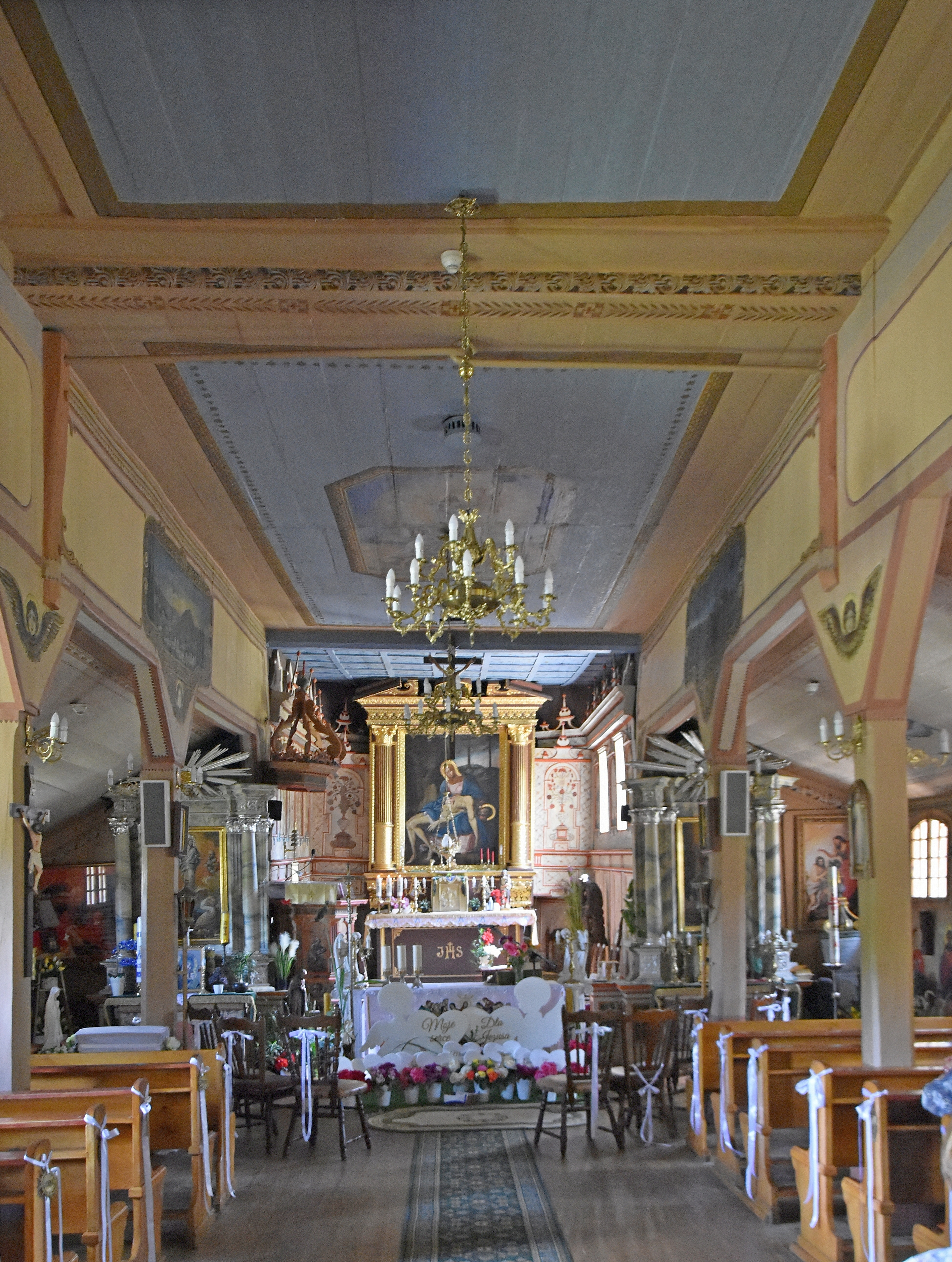
Wnętrze
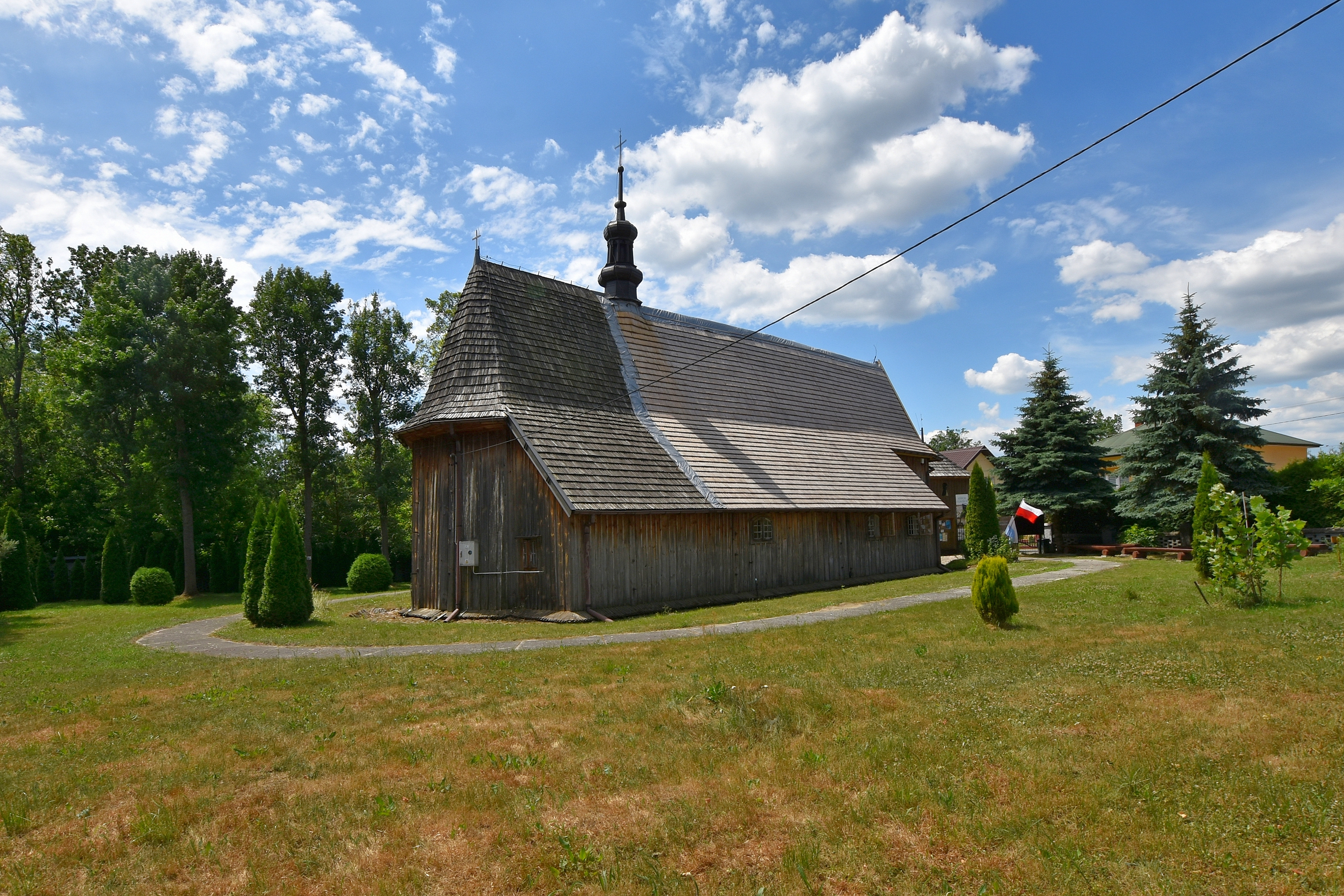
Elewacja boczna

### Wnętrze
Ściany w prezbiterium pokryte są późnorenesansową boazerią z pocz. XVII w., dekoracja malarska z ornamentem roślinnym. Polichromia w nawach jest z XIX w. Renesansowy ołtarz główny i ambona pochodzą z pocz. XVII w. Natomiast dwa ołtarze boczne barokowe z XVIII w. Chrzcielnica kamienna jest z przeł. XVI i XVII w. W muzeum diecezjalnym w Sandomierzu znajduje się figurka Chrystusa Zmartwychwstałego z k. XVI w.

#### Ołtarze
Ołtarz główny: Matka Boża Bolesna.
Ołtarze boczne:
- Przemienienie Pańskie
- Św. Mikołaj

## Plac Kościelny
Dzwonnica drewniana konstrukcji słupowej z lat 30 XX w. z trzema dzwonami, w tym jeden gotycki z XV w. Zbudowana na planie kwadratu, kryta gontowym dachem namiotowym ze sterczyną. Ogrodzenie murowane z kamienia polnego.

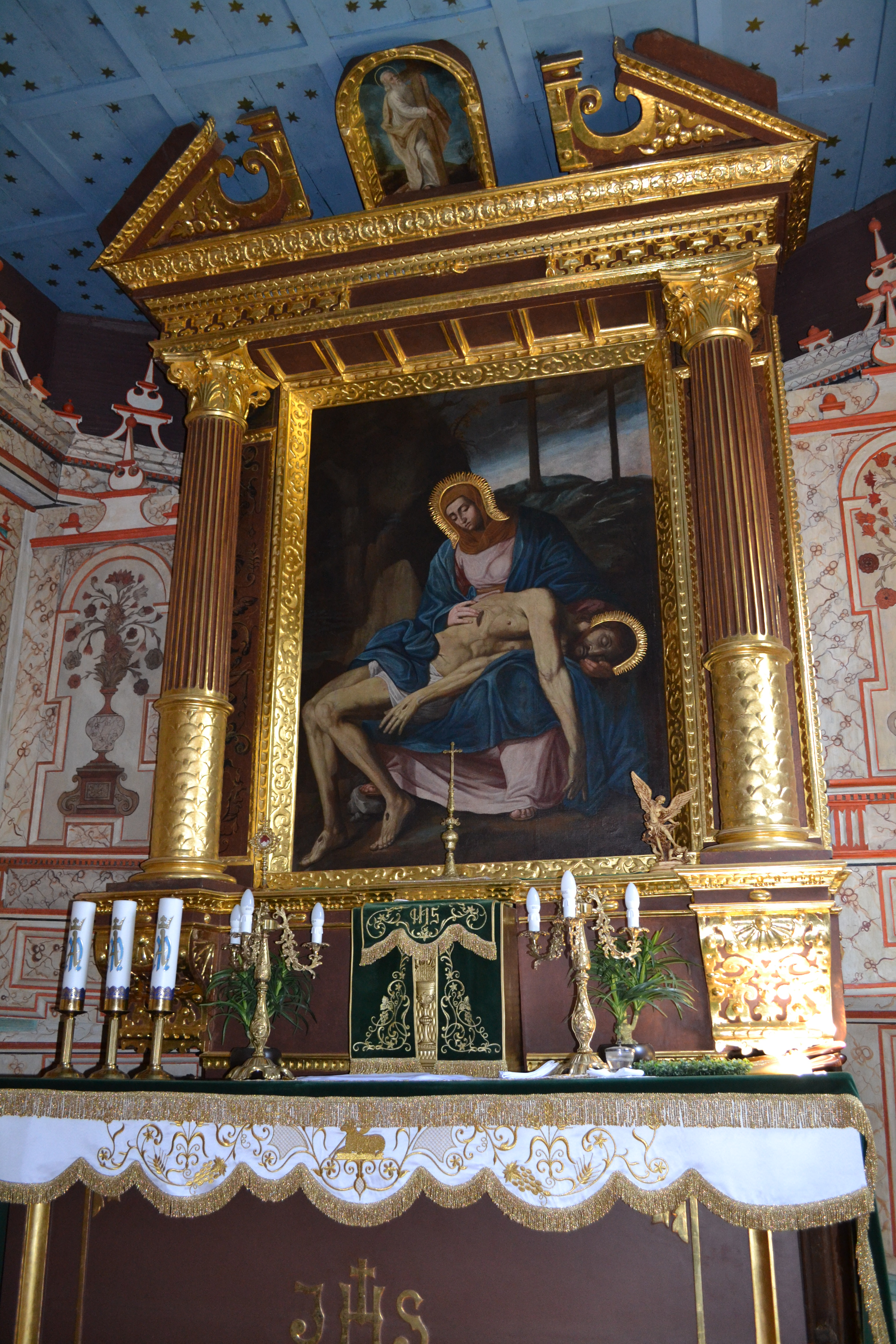
Renesansowy ołtarz główny: Pietà
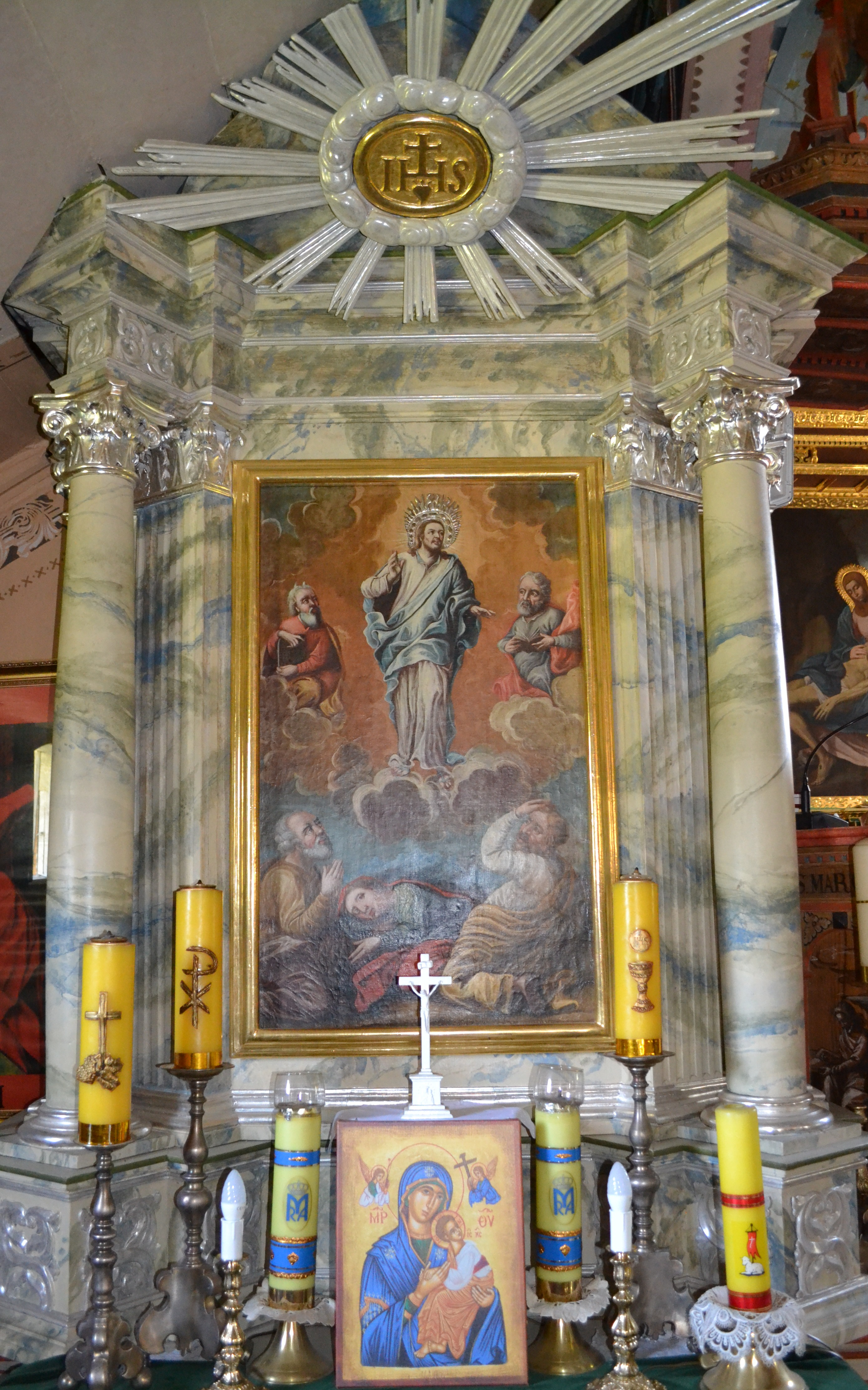
Barokowy ołtarz boczny: Przemienienie Pańskie
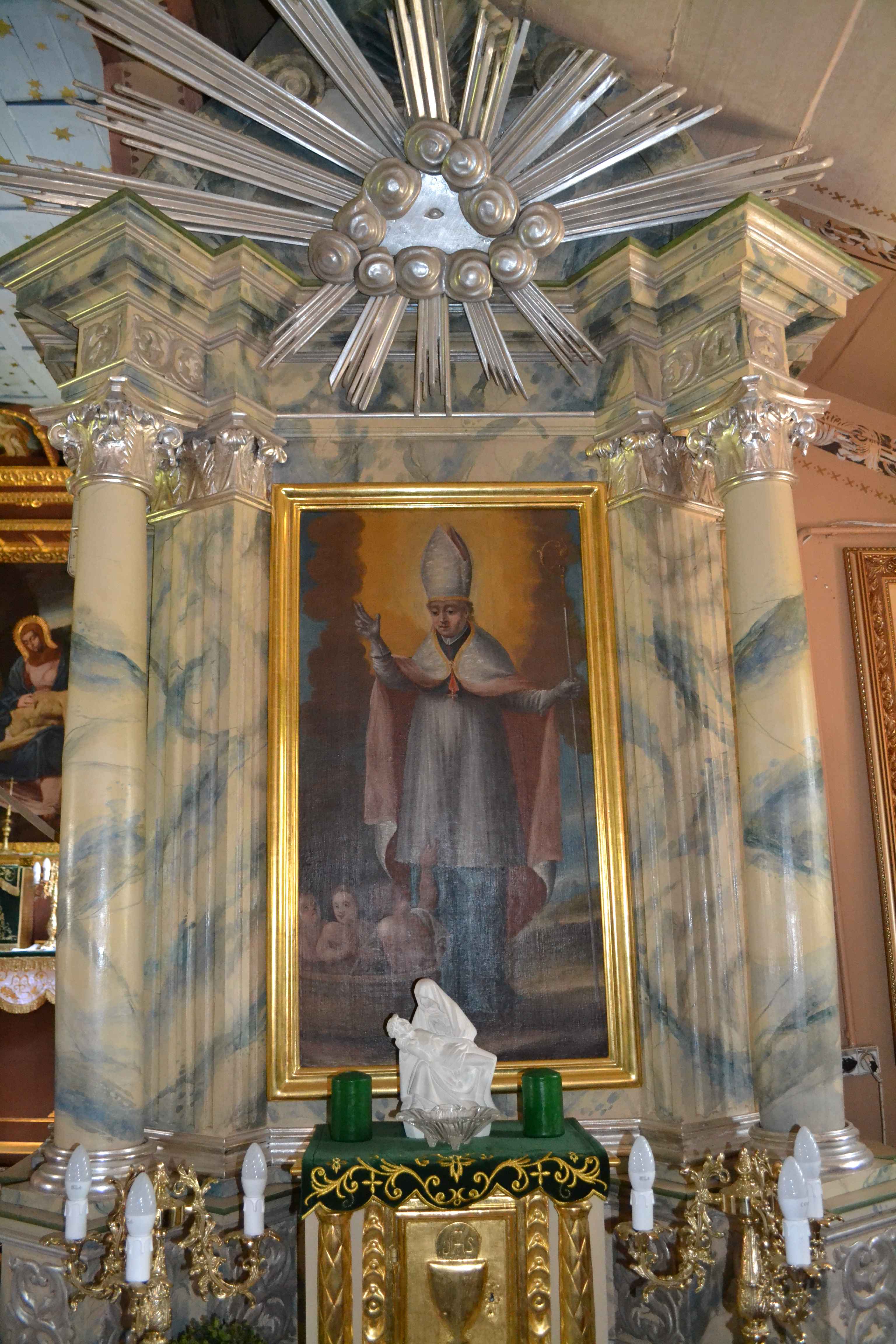
Barokowy ołtarz boczny: Święty Mikołaj
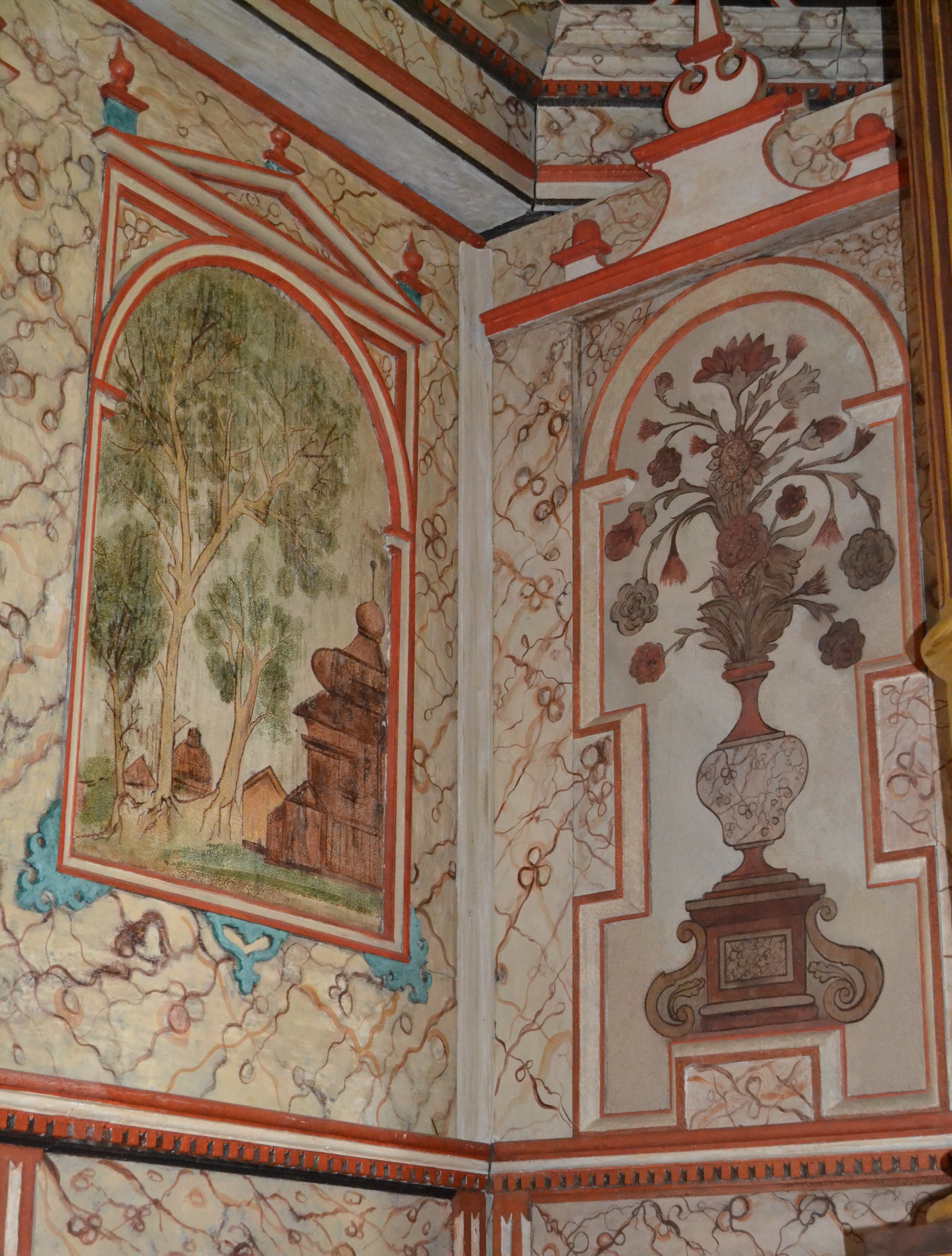
Renesansowa boazeria w prezbiterium